# Grube Lautenthals Glück

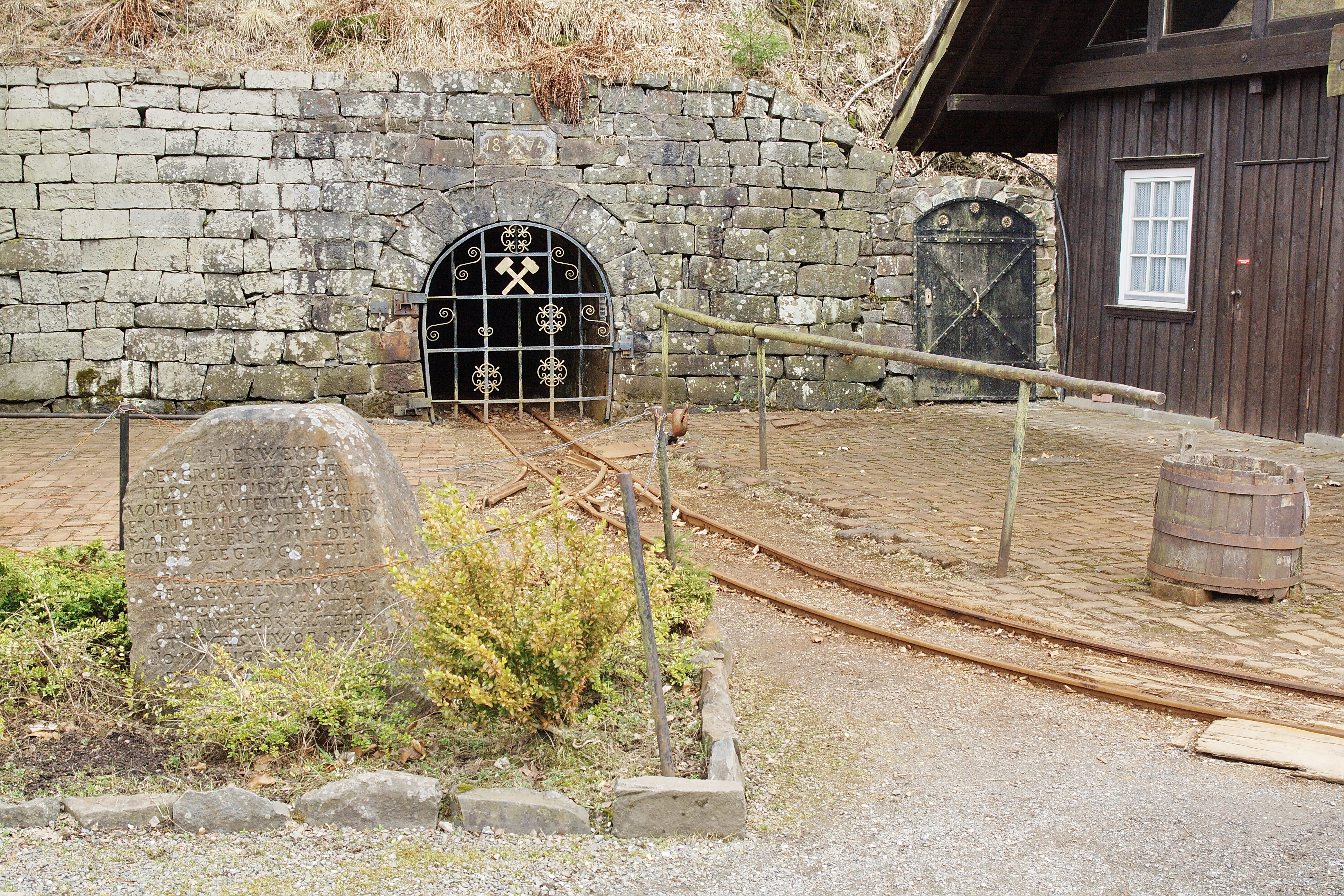
Einfahrt in den Besucherstollen des Bergbaumuseums

Die Grube Lautenthals Glück (historisch auch Lautenthalsglück) war ein Erzbergwerk in Lautenthal im Oberharz in Niedersachsen. Heute ist sie ein Besucherbergwerk. Der Grubenname rührt von dem großen Erzreichtum her, der der ehemals freien Bergstadt Lautenthal über mehrere Jahrhunderte Wohlstand und „Glück“ bescherte.

## Geologie, Lagerstätte, Mineralogie
Das Grubenfeld liegt auf dem Lautenthaler Gangzug, einem Oberharzer Gangsystem, das sich von Seesen in ostsüdöstlicher Richtung über Lautenthal bis nach Hahnenklee erstreckt. Von westlich der Innerste am Bromberg bis etwa zum ehemaligen Ostschacht war der Gangzug über eine Länge von knapp 2000 m bauwürdig. Das Gangmittel bestand hauptsächlich aus silberhaltigem Bleiglanz und Zinkblende, die Gangart aus Kalkspat und Quarz. Gegenüber anderen Westharzer Lagerstätten kam überdurchschnittlich viel Zinkerz bereits in geringer Teufe vor. Als Nebengestein steht Grauwacke an.

## Grubengebäude
Die eigentliche Grube Lautenthalsglück ging aus dem Grubenfeld St. Thomas (auch als Sachsenzeche bezeichnet) hervor. In der Folgezeit entstand ein Verbund aus den Grubenfeldern (von Westen nach Osten) Prinzeß-Auguste-Caroline (westlich der Innerste), Grube Güte des Herrn, St. Thomas, Maaßen und Schwarze Grube (vormals St. Jakob).
Aufgeschlossen war das Grubengebäude über mehrere Tages- und Blindschächte am Kranichsberg, von denen der Güte-des-Herrner-Richtschacht, der Neue Förderschacht, der Maaßener Kunstschacht, der Schwarze-Grubener-Schacht und der Ostschacht die bedeutendsten waren. Der 1549–1612 aufgefahrene, 1 km lange, Tiefe Sachsen Stollen verband die Gruben auf dem Niveau des Innerstetales miteinander und sorgte bis zum Anschluss an den Ernst-August-Stollen (1880, 160 m darunter) für eine natürliche Entwässerung der Gruben. Das Mundloch des Tiefen Sachsen Stollens befand sich auf dem Gelände des heutigen Besucherbergwerkes und ist verbrochen.
Die Erze wurden auf das Niveau des auf halber Berghöhe übertägig verlaufenden sogenannten Hundslaufes gehoben. Dieser war eine Art Grubenbahn, die mit den Schächten über kurze Stollen verbunden war und an der Erzaufbereitung endete.

## Geschichte

### Neuzeit

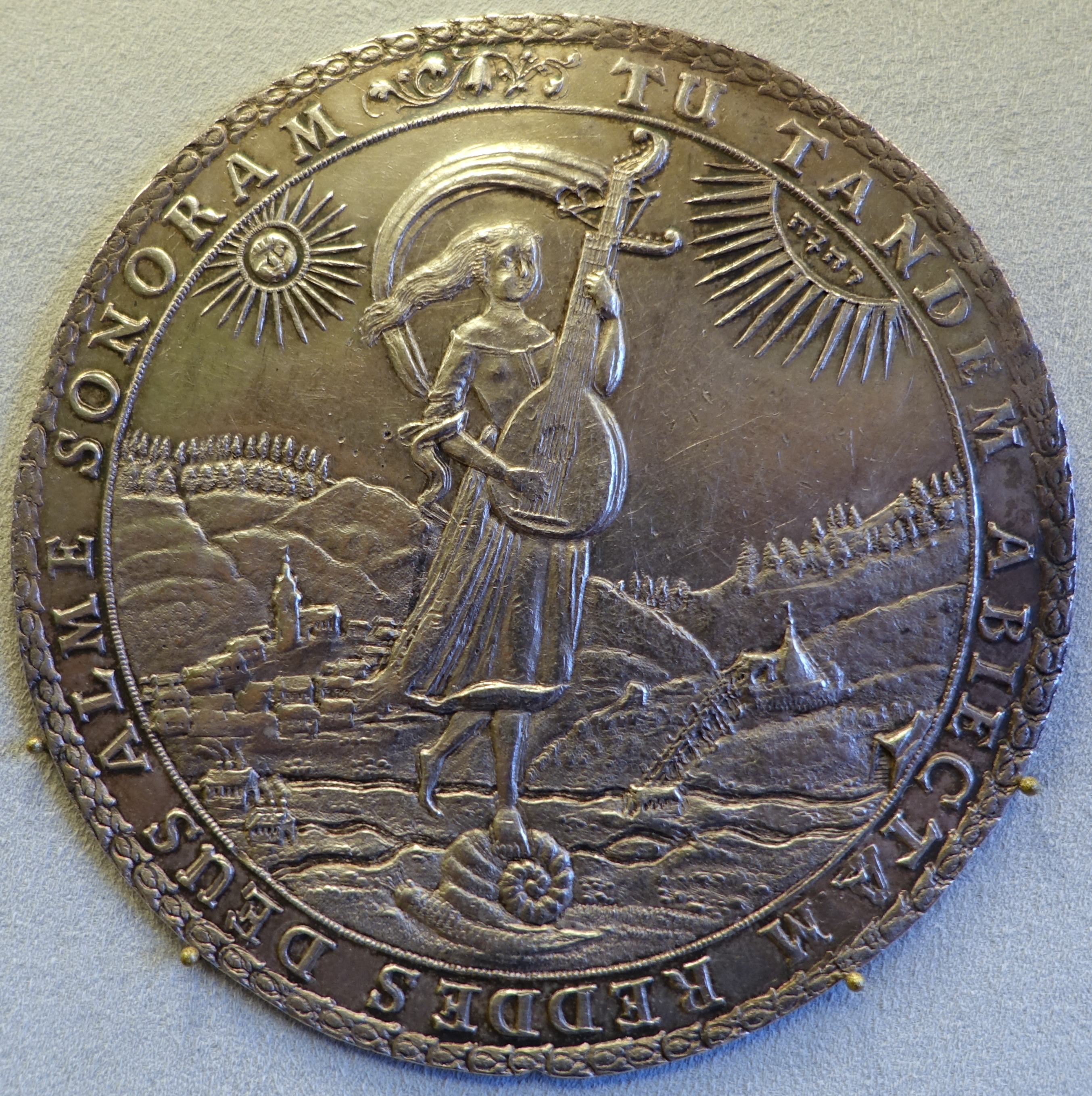
Dreifacher Schautaler, geprägt aus dem ersten Silber nach Wiederinbetriebnahme 1685

Der Lautenthaler Bergbau wurde in der Bergfreiheit von 1596 erstmals urkundlich erwähnt. Der Braunschweiger Herzog Heinrich Julius erteilt dem Ort Lautenthal Sonderrechte als freie Bergstadt. Auf einem Kupferstich von 1606 wird die Vorgängergrube „St. Jakob“ gezeigt.
Im Jahre 1681 wurde das Grubenfeld Lautenthalsglück verliehen. Während der Ausrichtungsphase in den ersten Jahren musste noch hohe Zubuße gezahlt werden. Ab 1685 wurde dann ununterbrochen bis in das 19. Jahrhundert hinein Ausbeute gezahlt. Zum Andenken an die reiche Ausbeute wurden Ausbeutetaler geprägt.
Während der Betriebszeit wurde die Leistungsfähigkeit der Grube stetig verbessert und auf dem neuesten technischen Stand gehalten. Es entstand ein aufwändiges System von Gräben, Teichen und Wasserrädern zum Antrieb der Pumpen und der Förderanlagen. Erstmals wurde 1849 untertägig eine Wassersäulenmaschine im Richtschacht Güte des Herrn zum Heben der Grubenwässer in Betrieb genommen. Das Aufschlagwasser wurde durch den bereits um 1570 angelegten und 8 km langen Lautenthaler Kunstgraben aus der Innerste und aus dem 13-Lachter-Stollen in Wildemann herangeführt.

### 20. Jahrhundert

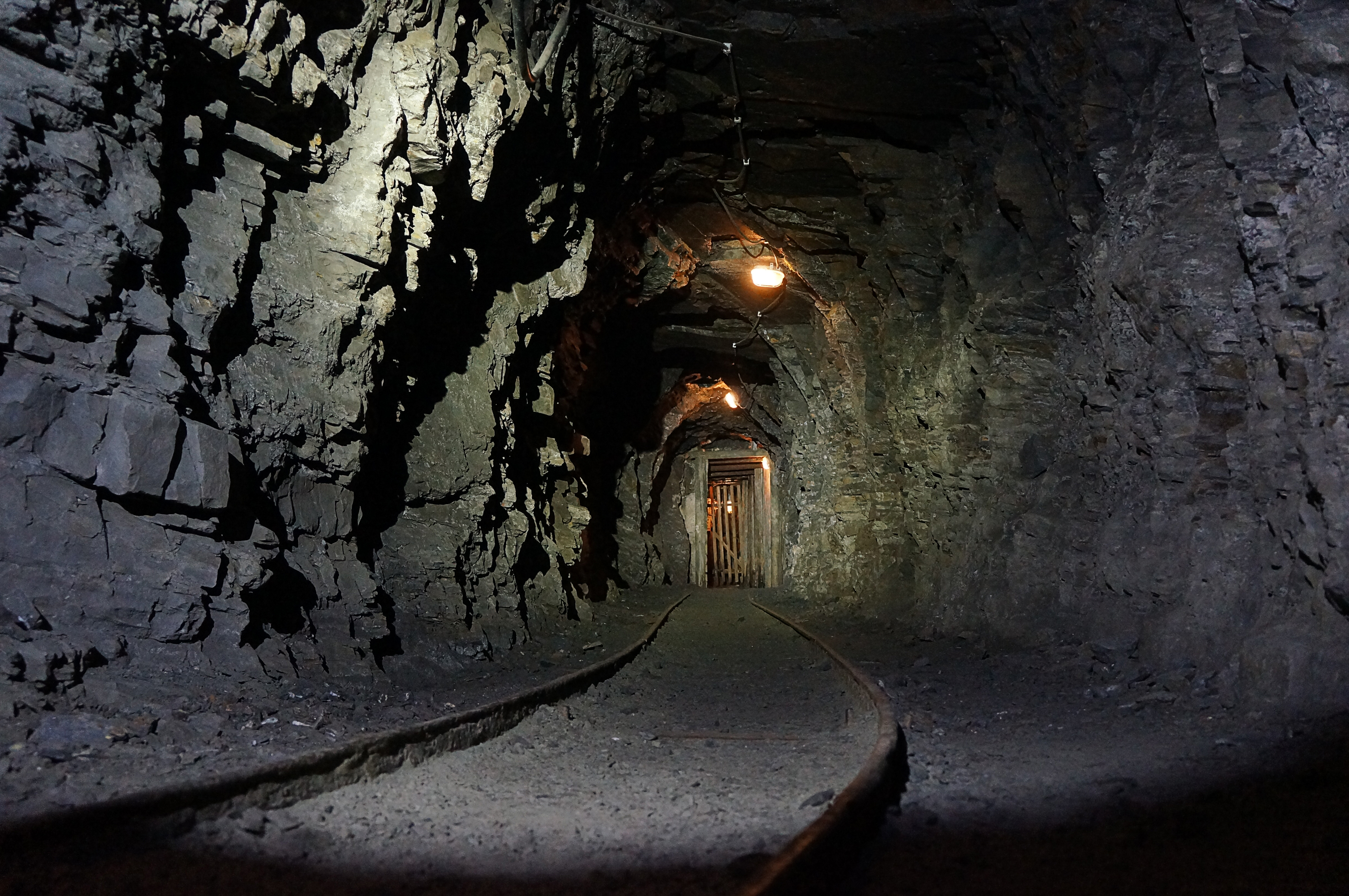
Tagesquerschlag zum neuen Förderschacht

1909 gipfelte die Modernisierung in der Teufe des „Neuen Förderschachtes“, der im Nebengestein lag und die alten, dem Einfallen des Erzganges folgenden („tonnlägigen“) Schrägschächte ersetzte. Es handelt sich um einen Blindschacht, d. h., er hat keine Schachtöffnung nach über Tage und keinen Förderturm, sondern wurde über einen Förderstollen im Berghang erreicht. Der Förderung dienten erstmals eine elektrische Fördermaschine und Fördergestelle für Wagenförderung. Als moderner Tagesschacht kam 1914 der Ostschacht dazu.
In der letzten Betriebsphase reichten die Grubenbaue über einen weiteren Blindschacht bis in eine Teufe von rund 1000 m, wo der Gang allmählich vertaubte.
Die Erze wurden anfänglich in Pochwerken an der Innerste aufbereitet. Zum Trennen des tauben Gesteins vom Nutzmineral war an den Sortiertischen viel Handarbeit nötig. Gleichzeitig mit dem Neuen Förderschacht entstand terrassenartig am Hang des Kranichsberges eine maschinelle, modernere Aufbereitung.
Das Erzkonzentrat wurde in der bis 1967 betriebenen Lautenthaler Silberhütte zu Blei und Silber verarbeitet. Zink konnte erst ab 1880 technisch nutzbar gemacht werden und wurde daher erst seitdem als Erz gewonnen. Die „Alten“ warfen die „Blende“ auf die Abraumhalde.

### Förderende
Der Bergbau endete in mehreren Stufen. Im Juni 1930 wurde der Betrieb der Gruben in Lautenthal und Bockswiese aus wirtschaftlichen Gründen offiziell eingestellt. Tatsächlich bedeutete dieses zunächst ein Abwerfen der Baue unterhalb des Ernst-August-Stollens (ab 1935) und damit verbunden die Einstellung der Wasserhaltung. Seitdem standen diese Baue unter Wasser. Bis 1945 wurde im oberen Teil des Grubengebäudes noch Nachlesebergbau auf Zinkblende betrieben. In der Aufbereitung führte die Preussag in den 1930er Jahren Pilotversuche zur Flotation (= Schaum-Schwimm-Verfahren) der Rammelsberger Erze durch.
Zwischen 1945 und 1956 wurden nochmals Untersuchungsarbeiten durchgeführt. Im Niveau des Ernst-August-Stollens wurde eine Strecke nach Westen bis zum Sternplatz und eine nach Süden bis Hüttschenthal aufgefahren. Letztere sollte der Erkundung des dort verlaufenden Bockswieser Gangzuges dienen. Nachdem keine wirtschaftlich gewinnbaren Erzvorkommen gefunden wurden, wurde das Bergwerk verlassen und die Tagesöffnungen verschlossen.
Bis in die 1970er-Jahre wurden die alten Halden abgetragen und aus den verbliebenen Zinkerzen in der Aufbereitung des Erzbergwerkes Grund ein Konzentrat erzeugt.

## Technische Spuren und Bergbaumuseum

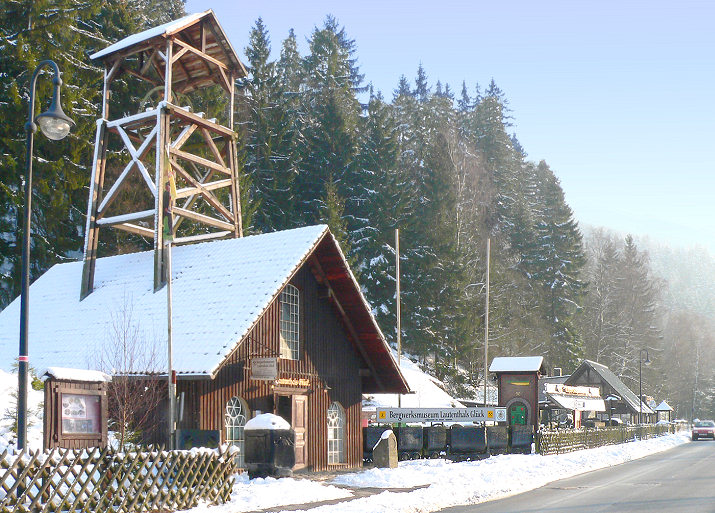
Gebäude des Bergbaumuseums (2006)

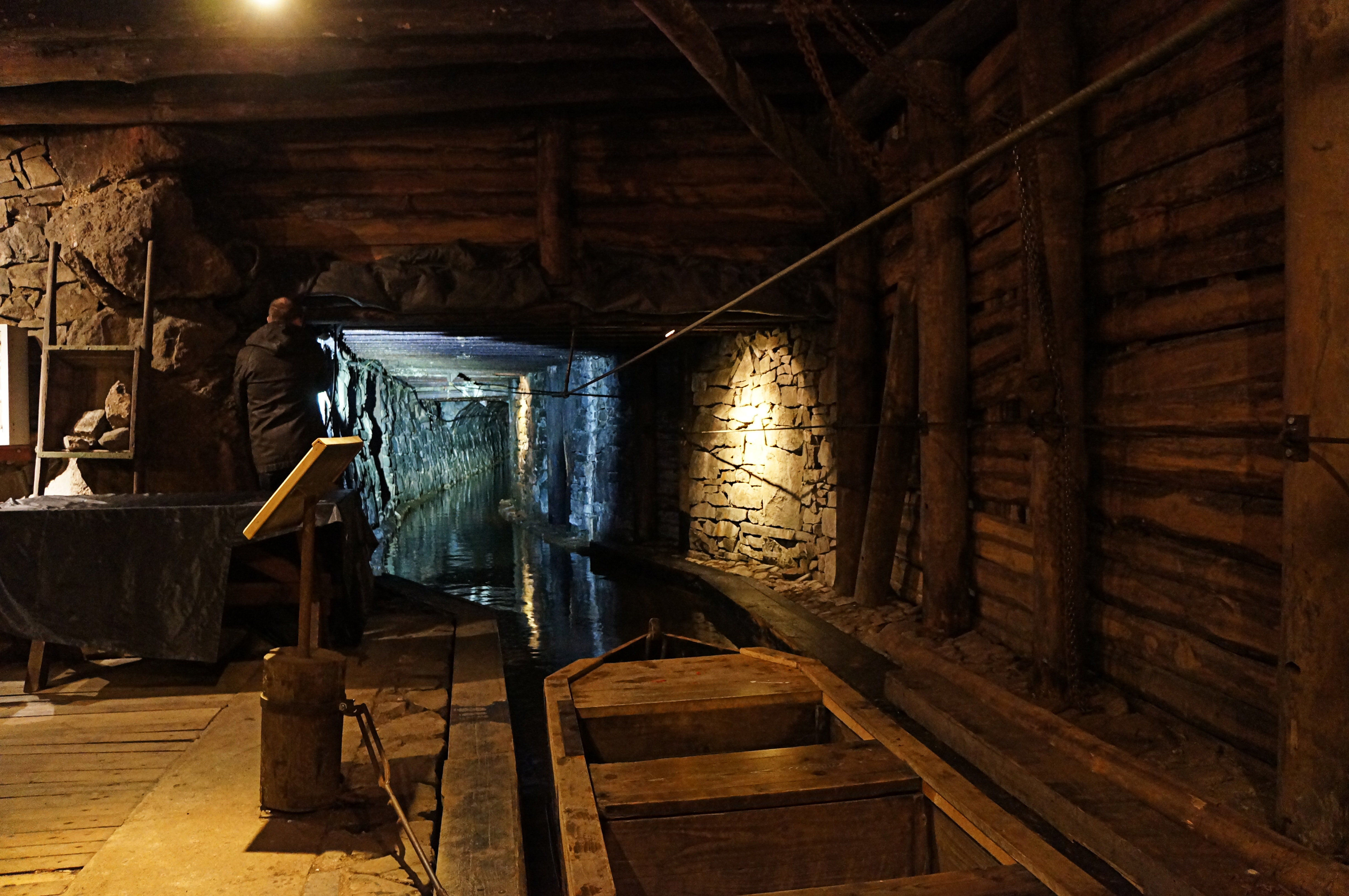
Erztransport untertage mit Kähnen

Die Tagesanlagen des Bergwerkes befanden sich im Innerstetal an der Wildemanner Straße am Ortsausgang Richtung Wildemann. Heute sind ein zu einem Wohnhaus umgebautes Zechenhaus und das Gebäude des ehemaligen Kraftwerkes erhalten. In südlicher Richtung schließt sich das gleichnamige Bergbaumuseum mit seinem Besucherbergwerk an, das in den Tagesquerschlag des Neuen Förderschachtes führt. Auf dem Museumsgelände befinden sich die Mundlöcher des Güte-des-Herrner-Tagesstollens und des Tagesquerschlages vom Neuen Förderschacht, welches als Einfahrt ins Besucherbergwerk dient.
Eine Besonderheit des Schaubergwerkes ist die Rekonstruktion des historisch belegten, untertägigen Erztransportes mit Booten. Eine 110 m lange Strecke kann mit einem detailgetreu nachgebauten Erzboot befahren werden.
Am Kranichsberg hat der Bergwerks- und Geschichtsverein Bergstadt Lautenthal von 1976 e. V. einen Bergbaulehrpfad eingerichtet. Dieser berührt verschiedene Reste bzw. zeigt die Örtlichkeiten der Lautenthaler Gruben, die mit Tafeln erläutert werden. Es wurden einige Stollenmundlöcher rekonstruiert, ein Funktionsmodell eines Wasserrades und einer Fahrkunst gebaut und zum Beispiel der Sandfang der ehemaligen Wassersäulenmaschine am Güte-des-Herrner-Richtschacht freigelegt.
Darüber befindet sich die Gaststätte Maaßener Gaipel auf dem Gelände des ehemaligen Maaßener Schachtes. Das Betriebsgebäude des Ostschachtes mit dem benachbarten Eingangsstollen ist zwar erhalten, liegt aber auf Privatgrund. Der über das Bergbaumuseum zugängliche, noch offene Förderschacht bildet neben dem Mundloch in Gittelde den einzigen noch vorhandenen Zugang zum Ernst-August-Stollen. Die erhaltene elektrische Fördermaschine ist eine der ältesten ihrer Art, wird aber auf dem normalen Besucherweg nicht gezeigt.